# Pred da se razdeni
Pred da se razdeni (ang. Before the Dawn) – singel macedońsko-romskiej piosenkarki Esmy Redżepowej i macedońskiego piosenkarza Włatka Łozanoskiego napisany przez Darko Dimitrowa, Simeona Atanasova oraz Magdałenę i Łazara Cwetkoskich, wydany w 2013 roku.
W 2013 roku utwór został wybrany wewnętrznie przez krajowego nadawcę MRT na propozycję reprezentującą Macedonię podczas 58. Konkursu Piosenki Eurowizji. Pierwotnie stacja wybrała numer „Imperija” nagrany przez duet, jednak z powodu krytyki fanów kompozycja została zastąpiona inną.
W maju duet rozpoczął próby do występu w Konkursie Piosenki Eurowizji organizowanego w Malmö. Podczas pierwszych prób Łozanoski zaśpiewał utwór w języku angielskim („If I Could Change the World”), jednak z powodu zbyt późnej decyzji dotyczącej zmiany tekstu piosenkarz musiał wystąpić na scenie z oryginalną, macedońską warstwą językową. 16 maja utwór został zaprezentowany przez zespół w drugim półfinale konkursu jako pierwszy w kolejności i zajął ostatecznie przedostatnie, 16. miejsce z 28 punktami na koncie, w tym m.in. z najwyższą notą 12 punktów od Albanii. Podczas występu parze towarzyszyła wokalnie Eleonora Mustafowska, jedna z córek adoptowanych przez Redżepowa. Sama Esma wystąpiła na scenie w czerwonej, ozdabianej kamieniami Svarowskiego sukni projektu Eleny Luki, natomiast Łozanoski miał na sobie granitur projektu Wiktorii Arsowskiej i Andreja Gjorgiowskiego.
W kwietniu 2013 roku Łozanoski wydał nową, solową wersję singla, nad którą współpracował z pianistą i basistą Morrisem Pleasurem.

## Lista utworów
CD single
1. „Pred da se razdeni/If I Could Change The World”

CD single (EP)
1. „Pred da se razdeni”
2. „If I Could Change The World”
3. „Pred da se razdeni/If I Could Change The World”
4. „If I Could Change The World” (Club Remix)
5. „Pred da se razdeni” (Club Remix)